# Sylvain Monsoreau
Sylvain Monsoreau est un footballeur français devenu entraîneur, né le 20 mars 1981 à Saint-Cyr-l'École, qui évolue au poste d'arrière central.

## Biographie
Formé au FC Sochaux, Monsoreau commence sa carrière comme arrière gauche, bien que son poste de prédilection soit défenseur central. Il joue deux saisons en L2 avant de retrouver l'élite. En 2004, il remporte la Coupe de la Ligue, et est repéré par le Champion de France, l'Olympique lyonnais.
Avec Lyon, il remporte le Trophée des champions et le Championnat de France. Il est repositionné arrière gauche, et joue la doublure d'Éric Abidal. Il découvre alors la Ligue des champions, mais perd contre le Milan AC en quart de finale. En manque de temps de jeu, il décide de quitter Lyon.
Il est alors échangé avec Sébastien Squillaci plus une somme importante, et rejoint ainsi l'AS Monaco. Il prend alors la place d'arrière gauche en alternance avec Manuel Dos Santos, avant d'être replacé milieu défensif. Après le départ de Gaël Givet vers Marseille, il devient titulaire du poste.
Il fait régulièrement partie depuis 2005 des pré-sélections de l'équipe de France A.
Convoité par plusieurs clubs en 2008, il signe à l'AS Saint-Étienne un contrat de quatre ans, où la concurrence est rude, avec Bayal Sall, Tavlaridis et Benalouane.
Accumulant les blessures durant un an et demi, il retrouve l'équipe première stéphanoise au début de l'année 2010. Il joue arrière gauche, alors que la défense centrale a encore été renforcée par l'arrivée de Pape Diakhaté durant le mercato d'hiver 2009-2010.
Sur le départ à l'intersaison, il effectue une bonne préparation qui convainc son entraîneur Christophe Galtier. Il commence ainsi la saison 2010-2011 comme titulaire en défense centrale, associé au nouveau stéphanois Sylvain Marchal. Mais il perdra sa place de titulaire lors de la saison suivante et sera évincé du groupe professionnel par Christophe Galtier après l'arrivée à l'été 2011 de Jean-Pascal Mignot.
Le 27 novembre 2012, il est recruté comme joker par Troyes qui est en proie à des difficultés défensives importantes. Il signe un contrat jusqu'à la fin de la saison avec une année en option, mais il ne jouera jamais en équipe première (il dispute sept matchs dans l'équipe réserve) à cause de blessures. Il est laissé libre à la fin de la saison.
En septembre 2014, il choisit de rejoindre l'Atlético de Kolkata en Indian Super League club avec lequel il remporte championnat indien en décembre 2014.
En mai 2022, il est admis à la formation pour le brevet d'entraîneur formateur de football (BEFF), qui se déroulera pendant un an au CNF Clairefontaine.
Depuis le 17 mai 2023, à la suite des mauvaises performances concédées par le FC Sochaux et à la mise à pied de l'entraîneur Olivier Guégan, il assure l'intérim en tant qu'entraîneur associé à Pierre-Alain Frau.

## Palmarès
- Champion de l'Indian Super League : 2014
- Championnat de France de Ligue 1 : 2006
- Trophée des Champions : 2005
- Coupe de la Ligue : 2004
- Champion de France de Ligue 2 : 2001